# Cá tầm thìa Trung Quốc
Cá tầm thìa Trung Quốc, Psephurus gladius (giản thể: 白鲟; phồn thể: 白鱘; Hán-Việt: bạch tầm; bính âm: báixún), còn được gọi là Cá kiếm Trung Quốc, là một trong những cá nước ngọt lớn nhất. Đây là một trong hai loài cá tầm thìa còn tồn tại, loài còn lại là cá tầm thìa Mỹ (Polyodon spathula). Nó cũng được gọi là "cá voi" (giản thể: 象鱼; phồn thể: 象魚; Hán-Việt: tượng ngư; bính âm: xiàngyú) vì mõm của nó giống như một cái vòi voi. Nó đôi khi được ghi lại trong cổ điển Trung Quốc như "vị" (giản thể: 鲔; phồn thể: 鮪; bính âm: wěi). Chất thơ hơn, nó đôi khi được gọi là "gấu trúc của các con sông", không phải vì bất kỳ sự tương đồng vật lý tới gấu trúc, nhưng vì sự hiếm có của nó và tình trạng được bảo vệ.
Bụng của nó là màu trắng và màu xám. Chúng sống chủ yếu ở phần trung hoặc hạ lưu của sông Dương Tử (Trường Giang), đôi khi trong hồ lớn. Chúng ăn các loài cá khác, cũng như một lượng nhỏ cua và tôm. Cá tầm thìa Trung Quốc thành thục khi bảy hay tám tuổi, với chiều dài cơ thể điển hình 2 mét và trọng lượng 25 kg.
Người ta nói rằng nhà động vật học Bỉnh Chí (秉志) ghi lại vào những năm 1950, một số ngư dân đã bắt được một con cá tầm thìa dài 7 mét, mặc dù tính xác thực của câu chuyện chưa được xác nhận. Người ta nói rằng cá tầm thìa Trung Quốc có thể tăng trưởng đến 7 mét (23 ft) và nặng 500 cân (1,100 lb), nhưng rất ít nghiên cứu về kích thước tối đa có thể được tiến hành do sự khan hiếm của chúng.
Do đánh bắt quá mức, cá tầm thìa Trung Quốc đã bị tuyệt chủng trong tự nhiên. Cộng hòa Nhân dân Trung Hoa chính thức công nhận tình trạng cực kì nguy cấp vào năm 1983 để ngăn chặn đánh bắt cá non và trưởng thành. Nó cũng bị đe dọa bởi các đập (như đập Tam Hiệp) bị phân chia dân số thành các nhóm bị cô lập. Cá rất hiếm thấy, gần đây đã dấy lên lo ngại rằng loài này có thể đã bị tuyệt chủng. Trong quá trình tìm kiếm ba năm thực hiện từ 2006-2008 một nhóm nghiên cứu từ Viện Hàn lâm Khoa học Trung Quốc Thủy sản tại Kinh Châu không tìm thấy ngay cả một mẫu. Xác nhận trông thấy cuối cùng của cá sống xảy ra ngày 24 tháng 1 năm 2003 trên sông Dương Tử. Tuy nhiên, một con cá 3,6 mét, 250 kg bị bắt do đánh bắt cá bất hợp pháp vào ngày 08 tháng 1 năm 2007, tại vùng quê Gia Ngư. Người dân địa phương đã liên lạc với các quan chức, mọi người đổ xô đến vùng đó. Zeb Hogan của Monster Fish trên National Geographic Channel và các nhà bảo tồn khác chuyển cá đến một hồ giữ, hy vọng rằng nó sẽ tồn tại. Nhưng ngay sau đó nó đã chết do chấn thương không thể phục hồi.
Đầu năm 2020. Loài cá này bị tuyệt chủng sau khi cá thể cuối cùng đã chết. Loài này chính thức được IUCN liệt kê là đã tuyệt chủng vào tháng 7 năm 2022.